# Microcavia shiptoni
El cuis andino (Microcavia shiptoni) es una especie de roedor de la familia cávidos, endémica de Argentina. Para la "Sociedad Argentina para el Estudio de los Mamíferos (SAREM), está en situación de "vulnerable".  (enlace roto disponible en Internet Archive; véase el historial, la primera versión y la última). Se estima que el tamaño de las poblaciones se reducen por la degradación del hábitat a causa del sobrepastoreo por ganado doméstico (cabras, llamas y vacas), e incluso la probable extinción local de algunas poblaciones.

## Distribución
La distribución de esta especie abarca las provincias de Salta, Tucumán y Catamarca, y habita en alturas entre los 3.000 y 4.000 m s. n. m. en ambientes de pastizales, estepas arbustivas y laderas rocosa.

## Fuente
- Baillie, J. 1996. Microcavia shiptoni. 2006 IUCN Lista Roja de Especies Amenazadas; bajado 30 de julio de 2007